# رامون میفلین
رامون میفلین (اسپانیایی: Ramón Mifflin‎؛ زادهٔ ۵ آوریل ۱۹۴۷) بازیکن فوتبال اهل پرو بود.
از باشگاه‌هایی که در آن بازی کرده‌است می‌توان به باشگاه فوتبال راسینگ، باشگاه فوتبال سانتا فه، باشگاه فوتبال سانتوس، و باشگاه فوتبال اسپورتینگ کریستال اشاره کرد.
وی همچنین در تیم ملی فوتبال پرو بازی کرده‌است.